# Irene Bae
Bae Joo-hyun, més coneguda pel seu nom artístic Irene Bae (coreà: 배주현)  (Daegu, 29 de març de 1991), és una cantant, actriu, ballarina i model sud-coreana. Irene forma part del quintet femení Red Velvet, grup de K-pop format el 2014 per SM Entertainment

## Activitat professional

### Presentadora
- 2015 - SMTown: The Stage[2]

### Pel·lícules
- 2015 - Music Bank[3]

### Sèries de televisió
- 2016 - Descendants of the Sun[4]
- 2017 - Women at a Game Company